# Castejón de Sobrarbe
Castejón de Sobrarbe (Castillón de Sobrarbe en aragonés) es una localidad y antiguo municipio de la comarca oscense del Sobrarbe en Aragón, España. Actualmente depende del ayuntamiento de Aínsa-Sobrarbe.

## Acceso
Circulando por la A-138 desde Barbastro y en dirección a Ainsa, a la altura del embalse de Mediano está el desvío a la comarcal HU-V-3611. Poco más de 7 km después la carretera termina en la plaza, delante de un gran arco abierto en el edificio que albergó la Escuela-Ayuntamiento y teniendo ya a la vista la iglesia.

## Toponimia
En 1049 (según una placa figurante en la pared  del local Social), el pueblo tenía otra denominación: Castellone, La placa recoge la grafía del primer documento en que aparece reflejado el nombre del pueblo, original del cual se guarda en el Archivo de la Corona de Aragón en Barcelona.
Hasta 1609, sólo se llamaba Castejón, pero se decidió - en 1646 - añadirle el de Sobrarbe, pasándose a llamar Castejón de Sobrarbe.

## Historia
Entre 1062 y 1093 su tenente fue Sancho Aznarez I de Bagón, siendolo también de Ainielle, Biescas, Perarrúa, San Esteban, Secorún y Senegüé.
En la década de 1960 fue anexionado por Aínsa y en 1981, junto a otras localidades de la comarca, formó el municipio de Aínsa-Sobrarbe.
Casi a punto de perder todos sus habitantes, en 1991 tenía un único vecino de los 28 que había tenido en 1980. Entre 2005 y 2010 ha mantenido 7 vecinos.

## Situación geográfica
Situada a 22 km de Aínsa, está en la ladera meridional de una pequeña colina en la que estaba radicado el castillo que le da nombre (Castellone=Castillo=Castejón).

## Geografía humana

### Demografía
| Gráfica de evolución demográfica de Castejón de Sobrarbe entre 1842 y 1960 |
| |
| Población de derecho según los censos de población del INE Población de hecho según los censos de población del INEEntre el censo de 1970 y el anterior, este municipio desaparece porque se integra en el municipio 22005 (Aínsa) |

## Fiestas
- Sus fiestas se celebran el 28 de mayo en honor a santa Waldesca, cuando se celebraba una romería conjunta de los pueblos de Castejón, Camporrotuno y La Pardina a la ermita. Se celebraba una misa, reparto de caridad, comida y baile. Actualmente se hace coincidir con el sábado más próximo; hay una misa por la tarde, seguida del reparto de caridad.[5]

- El 13 de agosto se celebra la romería de San Hipólito, en donde participaban los habitantes tanto de Castejón de Sobrarbe como de La Pardina, Latorre y Camporrotuno. A mediodía se celebraba una misa, seguida del reparto de torta y vino; para sufragar los gastos de la ermita se sortean las tortas, el vino y el aceite sobrantes. Por la tarde se rezaba el rosario y por la noche se celebra baile en Latorre. Cada año son cuatro casas las que, por turnos, se encargan de los preparativos. Siempre se ha realizado así, con la salvedad de que antes el aceite lo donaba siempre una casa de Escapa y el trigo lo aportaban todos los vecinos el mismo día de san Hipólito, guardándose allí mismo para preparar la caridad del año siguiente.[6]

- El 15 de agosto se celebra la fiesta en honor a la Asunción, que se iniciaba con el tañido de las campanas de la iglesia y se seguía con música y bailes por tres días seguidos. Actualmente las campanas no suenan debido a su estado de deterioro.[7]

## Patrimonio
- Iglesia de Nuestra Señora de la Asunción, de estilo gótico. Gran nave con ábside poligonal que data de 1557. La torre del campanario es de sillería, encontrándose a los pies de la nave.
- Ruinas del castillo del Castellar, del siglo XIII.
- Ermitas de Santa Bárbara y Santa Waldesca, aunque el edificio actual fue construido en el 1880, se debió de construir en el mismo lugar donde estaba el mismo templo del siglo XVII o XVIII. Tiene una nave única dividida en tres tramos mediante perpiaños de medio punto que se apoyan en pilastras, a las que corresponden contrafuertes exteriores; la cabecera es recta orientada al oeste.[5]
- Ermita de San Hipólito, del siglo XVIII. Es una nave rectangular con testero recto orientado al este, cubiertos con bóveda de medio cañón. En su interior cuenta con decoración mural que representa la vida del santo.[8]